# Дајана Џонстон
Дајана Џонстон (енгл. Diana Johnstone; Минесота, 1934) независна је америчка новинарка.

## Биографија
Рођена је 1934. године у Минесоти у САД. Била је активна у покрету против рата у Вијетнаму и учествовала је у организовању сусрета америчких држављана и вијетнамских званичника . Живела је преко 30 година у Паризу у Француској. У периоду 1979—1990. је била европски уредник недељника „In These Times“ а после овог периода је била дописник овог недељника. Била је новинар групе Зелених у Европском парламенту у периоду од 1990. до 1996. Од 1996. до 2000. је била члан уредништва париског часописа "Dialogue". Текстови које је писала су често објављивани у „CounterPunch“ левичарском интернет магазину.

## Контроверзе
Дајана Џонстон је по неким оценама контроверзна, делом и због навода у књизи „Fool's Crusade - Yugoslavia, NATO and Western Delusion“ коју неки сматрају ревизионистичком Постоје тврдње да је Дајана Џонстон порицала масакр у Сребреници и умањивала број жртава овог масакра..
Током 2003. године је објављен интервју са Дајаном Џонсон у шведском левичарском часопису Ordfront који је изазвао бурну реакцију јавности због тога што је у овом интервјуу Дајана Џонстон понављала своје погледе на рат у Босни и Херцеговини за које неки сматрају да су негирање геноцида и ревизионистички. Оваква реакција јавности је изазвала реакцију шведског издавача који је одбио да објави ову књигу. У одбрану Дајане Џонстон је устао Ноам Чомски који је нападе на њу окарактерисао као ускраћивање слободе говора.